# 時実秋穂

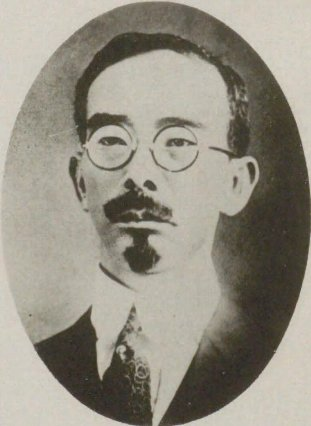
時実秋穂

時実 秋穂（ときざね あきほ、1881年（明治14年）11月22日 - 1962年（昭和37年）1月21日）は、内務官僚、福岡市長、岡山市長、玉野市長。

## 経歴
岡山県邑久郡長浜村（現在の瀬戸内市）に時実惣次郎の長男として生まれた。1907年（明治40年）7月、東京帝国大学法科大学政治学科を卒業。同年に高等文官試験に合格し、翌年に岩手県事務官に任じられた。その後、徳島県事務官・警察部長、愛媛県警察部長、島根県警察部長、茨城県内務部長を歴任した。1919年（大正8年）、朝鮮総督府忠清南道知事に転じ、朝鮮総督府監察官を経て、1923年（大正12年）に京畿道知事に任じられた。
1926年（大正15年）に福岡市長に選出され、5年間在任した。在任中の1927年（昭和2年）には東亜勧業博覧会が開催された。退任後は『京城日報』『毎日申報』『ザ・ソウル・プレス』各社社長を務めた。
1938年（昭和13年）に岡山市長に選出され、2年間在任した。その後、1942年（昭和17年）には玉野市長に選出された。
戦後は公職追放となり、瀬戸内海観光株式会社取締役、就実学園長を務めた他、1952年（昭和27年）から1956年（昭和31年）まで玉野市教育委員長を務めた。

## 著書
- 『自治小言』（1919）
- 『京城後の二年』（1930）
- 『あけび』（1938）